# Король Пеле (стадион)
«Король Пеле» (порт.-браз. Estádio Rei Pelé), также известен под названием «Трапишан» (порт.-браз. Trapichão) — многофункциональный стадион, открытый в 1970 году и расположенный в городе Масейо (штат Алагоас, Бразилия). В настоящее время используется в основном для проведения футбольных матчей, являясь официальной домашней ареной для двух главных команд города — «КРБ» и «ССА».

## Краткая история арены
Строительные работы по возведению стадиона начались в 1968 году, а официальное открытие прошло 25 октября 1970 года. Арена носит имя легендарного бразильского футболиста Пеле. Нынешним владельцем арены является правительство штата Алагоас. Текущая вместимость стадиона составляет 19 105 человек, однако на матч открытия собралось более 45 тысяч зрителей. Последняя на настоящий момент реконструкция стадиона состоялась в 1992 году.
В первом матче на арене «Сантос» обыграл соперников из команды «Алагоас Стейт Олл-Старз» со счетом 5:0. Первый гол на новом стадионе забил игрок «Сантоса» Дуглас.

## Музей
На территории стадиона находится музей под названием «Museu de Esportes Edvaldo Santa Rosa», названный в честь уроженца Алагоаса Дида (1934—2002), выступавшего на позиции нападающего за «Фламенго» и национальную сборную Бразилии.